# 福島県道396号神俣停車場小野線
福島県道396号神俣停車場小野線（ふくしまけんどう396ごう かんまたていしゃじょう おの せん）は、福島県田村市から田村郡小野町に至る一般県道である。

## 概要
田村市滝根町中心部のJR磐越東線神俣駅前より西進し、小野町の国道349号に至る。福島県道36号小野富岡線の起点側として指定されていたが、南側にバイパスとなる路線が開通したことで県道36号の指定解除がなされ、新たに当県道として指定し直された。

### 路線データ
- 起点：田村市滝根町神俣字梵天川76-9先[1]
- 終点： 田村郡小野町飯豊字八幡125-1先[1]
- 総延長：4.9071 km[1]
- 路線認定年月日：2024年4月2日[2]

## 地理

### 交差する道路
- 福島県道359号神俣停車場川前線（滝根町神俣字梵天川（起点））
- 福島県道19号船引大越小野線（滝根町神俣字関場）
- 国道349号（田村郡小野町飯豊字八幡（終点）

### 沿線の施設など
- 滝根郵便局

## 沿革
- 2024年
  - 4月2日 - 福島県道145号吉間田滝根線広瀬工区開通により福島県道36号小野富岡線の指定を解除されるのに伴い新たに路線認定される[2]。
  - 4月12日 - 道路区域が決定され県道396号としての供用が開始される[1]。